# Latvijska mitologija
Latvijska mitologija je zbirka mitov, ki so nastajali skozi celotno zgodovino Latvije, včasih so jih izpopolnjevale naslednje generacije, včasih pa zavrnile in nadomeščale z drugimi razlagalnimi pripovedmi. Ti miti izvirajo iz ljudskega izročila latvijskega ljudstva in predkrščanske baltske mitologije.
Latvijska mitologija se uporablja zlasti kot orodje za rekonstrukcijo in analizo zgodovinskih poganskih verovanj in nacionalne identitete Latvije.
Pomembno je omeniti, da se drobne podrobnosti večine, če ne vseh teh mitov razlikujejo glede na regijo in včasih celo družino.

## Zgodovina

### 13.–18. stoletje
Malo je poročil o baltskih plemenih, prednikih sodobnih Latvijcev in njihovi mitologiji do pokristjanjevanja v 13. stoletju. Od pokristjanjevanja je bilo več poročil, povezanih z lokalno mitologijo, vključno s kronikami, potovalnimi poročili, zapisi obiskov, jezuitskimi poročili in drugimi poročili o poganskih praksah. Ta poročila raziskovalci obravnavajo kot sekundarne vire, ker avtorji niso bili Latvijci, niso govorili lokalnih jezikov in so bili pogosto pristranski. Ti materiali so včasih nenatančni in vsebujejo napake, izmišljotine in izkrivljanja, ki izhajajo iz krščanskega pogleda na svet. Kljub temu jih je pogosto mogoče preveriti z uporabo informacij iz ljudskega izročila.

### 18.–zgodnje 20. stoletje
Največ folklornega gradiva je bilo zbranega od sredine 19. stoletja. V 18. in 19. stoletju se je domnevalo, da so baltska plemena prvotno en narod in so zato imela ista božanstva. Zgodnji avtorji so poskušali rekonstruirati latvijski panteon z uporabo podatkov iz sosednjih regij. Ta trend so kasneje prevzeli tudi latvijski nacionalni romantiki. Po odpravi kmetovanja se je oblikovala nova nacionalna identiteta in avtorji so skušali dokazati, da so baltske kulturne tradicije tako globoke kot pri drugih narodih. Upali so, da bi lahko iz del, ohranjenih v folklori, zgradili velik ep. Menili so tudi, da bi bilo mogoče rekonstruirati starodavno religijo, ki je bila pozabljena v 700 letih zatiranja. Vendar so se folklorni viri izkazali za nezadostne za to nalogo. Nekateri so poskušali rekonstruirati panteon, da bi bili tako impresivni kot v grški mitologiji, kar je privedlo do tega, da so nekatera božanstva preprosto izumili. Poleg predpostavke, da morajo biti božanstva drugih baltskih ljudstev tudi latvijska, a so se sčasoma preprosto izgubila, je bilo veliko novih božanstev oblikovanih po grških in rimskih božansvih. Primer trenda je epska pesem Lāčplēsis Andrejsa Pumpursa, ki prikazuje panteon latvijskih in pruskih bogov, nekatere pa si je avtor izmislil sam. Podobno imajo dela Jurisa Alunānsa in pesnika Miķelisa Krogzemisa panteone izmišljenih božanstev.
Hkrati so se še vedno izvajali nekateri poganski obredi. In ker je bilo krščanstvo videti kot tuje, so bili poskusi poustvariti starodavno religijo. Najuspešnejše neopagansko gibanje je bilo Dievturi, ustanovljeno v poznih dvajsetih letih prejšnjega stoletja, ki trdi, da so bili stari Latvijci monoteistični in da so različna mitološka bitja vsi vidiki enega Boga. Medtem ko se je zamisel o potrebi po odstranitvi tujih vplivov za rekonstrukcijo latvijskih tradicij ohranila v poznejših časih, so se poskusi ustvariti Olimpu podoben panteon psevdobogov sčasoma ustavili, ko je nacionalno romantiko nadomestil realizem in so ga kritizirali v prva polovica 20. stoletja. Obstajal je tudi sum, da bi bilo nekaj folklornega gradiva morda ponarejeno. Za raziskave tega časa ni značilen le skepticizem, temveč tudi poskusi iskanja tujih vplivov.

### 1944–1970-ta
Po ponovni sovjetski okupaciji Latvije leta 1944 je bilo raziskovanje mitologije in predvsem verskih konceptov v Latviji prepovedano. Podobno so bili člani neopaganskih skupin preganjani, saj je poganstvo veljalo za šovinistično. Kljub temu so raziskave nadaljevali Latvijci v izgnanstvu, ki so se osredotočili na mitologijo ljudskih pesmi. Pesmi so že v medvojnem obdobju veljale za najboljši vir za raziskovanje mitologije. Razlog je bil v tem, da je bila potreba po ohranjanju pesniškega metra in melodije omejena na možne spremembe, zato je veljalo, da so starodavne predstave v njih bolje ohranjene kot v drugih zvrsteh folklore. V skladu s tem so bile ljudske pesmi dolgo edini vir za raziskovanje. Ta pristop so kritizirali sodobni raziskovalci, ki so predlagali, da bi teme, omenjene v drugih žanrih, kot so pravljice, legende in zapisi o ljudskih verovanjih in čarovniških praksah, lahko dopolnjevale ljudske pesmi, saj vsak žanr vsebuje različne teme in bi lahko zagotovil le delni vpogled. v mitologijo.

### 1970-ta–danes
Čeprav so se raziskave v Latviji lahko znova začele šele v 1980-ih, se je v 1970-ih pojavilo folklorno gibanje s člani, ki bi jih lahko opisali kot neopagane. Te skupine so bile panteistične, manj enotne, manj dogmatične, zainteresirane za varstvo narave in kulturne dediščine ter bolj odprte za vplive izročil sosednjih narodov. Kasneje so marginalna gibanja raziskovala duhovnost tako v lokalnih tradicijah kot v verskih in duhovnih praksah sveta, kot so vzhodne religije. Na primer, gozd Pokaiņi je ena od teh skupin razglasila za starodavno sakralno območje v poznih 1990-ih in vsako sezono privabi na tisoče obiskovalcev. Dievturi, ki je ponovno začel delovati v Latviji tik pred obnovitvijo neodvisnosti leta 1990, je edina uradno priznana poganska religija in je imela od leta 2001 okoli 600 privržencev. Glede na vse manjši vpliv gibanja se njegovo ime včasih uporablja v širšem pomenu vsaka sodobna praksa, povezana s folkloro. 

## Začetki in koncepti

### Nebeška božanstva
Obstajajo različne rekonstrukcije latvijskega mitskega prostora, vendar se večina raziskovalcev strinja o pomenu nekaterih značilnosti, povezanih z nebom. Samo nebo je identificirano kot Debeskalns (Nebeška gora). Nebo se imenuje tudi Oļu kalns (Prodnatna gora), Sudraba kalns (Srebrna gora) ali Ledus kalns (Ledena gora), s pridevniki, ki se verjetno nanašajo na zvezde ali sneg. Predlagali so tudi, da je Dievs (Bog) tudi simbol neba, ker se zdi, da je etimologija njegovega imena povezana z nebom. Dievs velja za vrhovno božanstvo. Drugo nebesno božanstvo je boginja sonca Saule, katere ime dobesedno pomeni "sonce", zagotavljala je rodovitnost zemlje in bila varuhinja nesrečnih, zlasti za sirote in mlade pastirje. Njena pot jo vodi čez goro neba do morja, ki se včasih interpretira kot simbolna predstavitev neba ali kozmičnega oceana. Zdi se, da morje in druga vodna telesa, vključno z rekami, zlasti Daugava, označujejo mejo med svetovi živih in mrtvih. V latvijščini beseda za "svet" izhaja iz besede za sonce in ti svetovi se imenujejo "to sonce". Zato se zdi, da je tudi Saule tesno povezana s pojmom smrti. Očitno nese duše mrtvih čez morje v svet mrtvih. Njeno vsakodnevno gibanje je tako mogoče povezati s ciklom človeškega življenja, saj se vsak dan znova rojeva.
Na poti sonca, v vodi ali ob njej, pogosto na otoku ali skali sredi morja, je Austras koks (drevo zore), ki naj bi predstavljalo svetovno drevo ali axis mundi, običajno ga opisujejo kot drevo, lahko pa tudi različne druge rastline ali celo predmeti. Drevesa še nihče ni videl, čeprav ljudska legenda trdi, da so mnogi iskali vse življenje. Kljub temu se domneva, da bi lahko bil naravni dvojnik polarna zvezda ali Rimska cesta. Predlagali so tudi, da bi lahko bil simbol za leto. Drevo je povezano z nebesnimi poročnimi miti, v katerih soncu ali njeni hčerki dvorijo Dieva dēli (božji sinovi), Auseklis (Venera) ali Pērkons (Grom).
Ker v latvijščini beseda za hčerko (meita) pomeni tudi deklico, ni jasno, kdo se točno poroči. Vendar to ne vpliva na to, kako se odvijajo mitski dogodki. Moška božanstva vohunijo za sončnim božanstvom pri svetovnem drevesu, ji pripravijo kopel, jo dražijo in tako naprej. Na koncu jo ugrabijo in se poroči (predlagano je, da je Saulov mož bog lune Mēness). To razjezi Pērkonsa, ki udari v svetovno drevo, zato mora jokajoči Saule tri leta pobirati njegove koščke in jih nato znova sestaviti, tako da v četrtem letu konča s samim vrhom.

### Posmrtno življenje
Svet mrtvih se imenuje Aizsaule ali Viņsaule ("Drugo sonce", kamor sonce zahaja ponoči). Povezan je z različnimi materinskimi božanstvi (ali morda z več imeni): Zemes māte (Mati Zemlje), včasih imenovana Nāve, kar dobesedno pomeni "smrt"; Veļu māte (Mati duhov), Kapu māte (Mati grobov) in Smilšu māte (Mati peska). Zemes māte je upodobljen kot oblečen v dolgo belo obleko in občasno s koso ali srpom.
Jods (ne smemo zamenjevati z velni), ki je enakovreden Satanu, je bitje, ki se običajno prikazuje kot enakovredno drugim božanstvom. Za razliko od velni je Jods čisto zloben. Pravijo, da je sodeloval pri ustvarjanju sveta in živih bitij. Jods ukrade ljudi, da jih popelje v svoj svet. V tem je podoben drugim duhovom, ki ubijajo ljudi, vključno z Veļijem, za katerega so verjeli, da se včasih vrača, da bi zahteval življenje osebe, ki so jo poznali že v življenju. Veljalo je, da so mrtvi – imenovani Veļi (tudi Iļģi, Dieviņi, Pauri) – obiskovali svoje stare domove jeseni od Miķeļija (29. septembra) do Mārtiņija (10. novembra). Jezuitsko poročilo s konca 16. stoletja namiguje, da je zgodovinsko pogrebno procesijo vodila oseba, ki je mahala s sekiro, da bi zaščitila pokojnika, da bi Veļi prehitro prišel k njemu. Pokojnika so pokopali s trgovskimi predmeti, da bi si lahko zagotovil preživetje v posmrtnem življenju. Dali so tudi kruh in pivo. Jeseni so bile duše povabljene nazaj domov na pogostitev. Hiša so očistili in postavili mizo s hrano. Na začetku praznika je Veļija povabil starešina tako, da je poklical imena vseh mrtvih, ki so nekoč živeli v hiši, ki so se jih živi spomnili. Nato je imel govor, v katerem jih je grajal, ker niso dovolj dobro zaščitili hiše, jih prosil, naj bodo naslednje leto bolje, in jih nato povabil na hrano. Po končanem obroku bi Veļija izgnali in hišo skrbno očistili, da bi zagotovili, da ne bo nihče ostal in da bi umazanijo vrgli v vodo. Veļija bi lahko povabili tudi, da bi ga častili v kopališču. Hrano so lahko prinesli tudi na pokopališče ali pustili v kopališču, skednju ali kašči. V tem primeru bi naslednje jutro preverili, ali se ga je Veļi dotaknil, da bi ugotovili, ali so bili dobronamerni do živih. V tem primeru bi prižgali svečo, da bi mrtvi videli hrano. V nekaterih regijah so pustili tudi vedra mleka in vode skupaj s čisto brisačo, da bi se Veļi lahko umil. Tisti, ki niso častili Veļija, naj bi imeli slabo letino. V sodobni Latviji se je ohranila oblika čaščenja prednikov ob praznovanju dneva spomina na mrtve konec novembra in v dneh na pokopališčih (kapusvētki), ki potekajo pozno poleti, o datumih predhodnega datuma pa odloča tisti, ki je lastnik ali upravljavec določenega pokopališča. Ta dan ali včasih dneve ljudje pridejo pospravljat grobove pokojnikov svoje družine.

### Demoni
Prepričanje, da so vsi čarovniki in čarovnice zli, se je pojavilo šele po pokristjanjevanju. Prej je veljalo, da so čarovniki, tako kot vsi, lahko tako zli kot dobri. Po pokristjanjevanju so verjeli, da so čarovniki služabniki zla, imenovani burvji, burtnieki (čarovniki) in ragane (čarovnice) se poročijo z velni. To bi lahko bili v resnici zdravniki ljudske medicine.
Laumas in spīganas, izraza, za katere se je domnevalo, da se prvotno nanašajo na različne pojme, so se na nekaterih območjih uporabljali tudi za označevanje čarovnic. S pomočjo Jodsa bi se lahko spremenili v različna bitja ali pa jim stregli zli duhovi. Tako bi lahko demone različno mislili kot neodvisne duhove ali duhove čarovnikov, ki letijo naokoli. Veljalo je, da duše čarovnikov zapustijo svoja telesa, ki postanejo mrtva in jih lahko z obračanjem trajno ubijejo, saj se duša ne zna vrniti v telo.
Obstajajo tudi poročila o volkodlakih (vilkači, vilkati) – ljudeh, ki bi se lahko spremenili v volkove. Obračanje je bilo običajno naključno, kot se zgodi, ko stojiš med dvema borovcema, ki rasteta skupaj ob določenem času, ki se razlikuje glede na regijo. Obstajajo nasprotujoča si poročila o tem, katerim silam služijo, čeprav običajno ne služijo nikomur in so le zveri.
O čarovnicah pogosto poročajo, da mleko kradejo same ali z uporabo krastač in kač, za katere se domneva, da jih lahko posesajo iz kravjega vimena in nato na ukaz zavržejo.
Druga zver, za katero so včasih rekli, da je v službi čarovnika ali celo čarovniški hišni ljubljenček, je bil pūķis (zmaj) – bitje, ki bi ukradlo žito in drugo bogastvo ter jih prineslo svojemu lastniku. Hranili bi ga v ločeni sobi, kamor nihče ne bi smel vstopiti brez dovoljenja lastnika. Zmaji bi bili nahranjeni s prvim koščkom vsakega obroka. Če bi zmaj čutil, da ni dovolj spoštovan, bi se obrnil proti lastniku in požgal hišo. Včasih so zmaji lahko govorili.
Demon, ki je včasih soroden čarovnikom, a običajno pravijo, da je duša otroka, ki je obsojen na preganjanje do trenutka, ko bi moral umreti, je Lietuvēns, ki ponoči muči ljudi, govedo in konje in je povezan z spalna paraliza.
Podobno se včasih poroča, da je Vadātājs duh, včasih prezgodaj umrle osebe, včasih pa skuša ubiti osebo na način, podoben njegovi lastni smrti. Pogosto pa je vadātājs sam hudič. Ta demon napada popotnike, zaradi česar so zmedeni in ne morejo najti poti. Pogosto se zdi, da je njen cilj pripeljati ljudi do najbližjega vodnega telesa, kjer bi se utopili.
Velns (pl. Velni) so bitja, katerih mladiči so prikazani kot približno polovico velikosti človeka. Mladi velni niso fizično močni, so pa vseeno nagajivi in včasih celo neumni. Vsi velni imajo črno dlako in občasno rogove na glavi. Odrasli velni so močni in imajo občasno več glav, kar najbolje prikazuje znana pravljica Kurbadi. Vsi velni so požrešni. Živijo v Peklah ali kasneje imenovani Elle. Če želite priti do Pekle, morate najti zelo globoko luknjo, običajno v jamah, močvirjih ali koreninah velikega drevesa, saj Pekle niso drugo kraljestvo, ampak le prostor pod površjem Zemlje.
Sumpurņi (Pasji gobci) so bitja, ki so višja od človeka in živijo v gozdovih. Njihova najbolj značilna značilnost je, da imajo človeško telo pokrito s krznom in glavo psa ali včasih ptice. Sumpurņi imajo tudi rep, verjeli so, da imajo hierarhično družbo s plemiči in celo kralji, dolžina repa pa je določala njegov položaj v njihovi družbi. Ko so bili v stanju besa, bi sumpurņi napadli ljudi in druge živali ter jih raztrgali in sesali njihovo kri. Vrstni red tega je včasih obrnjen.

### Boginje usode
Najpomembnejša boginja usode je Laima (boginja sreče). Živi na Zemlji in je tesno vključena v človeško življenje. Njena osnovna funkcija je povezana s porodom in odločanjem o otrokovi usodi. Ženske so tradicionalno rodile v kopalnici. Pot, ki vodi do kopalnice, je bila očiščena, da bi Laima zlahka prišla do pomoči pri porodu. Ženska je bila obredno očiščena in jei molila in dajala obredne daritve Laimi. Po uspešnem porodu so se poročene ženske pogostile, Laima pa je bila v znak hvaležnosti rezervirana častno mesto v kopalnici. Določila bi tudi usodo človeka – odločitev, ki je pozneje ni mogla spremeniti niti sama. Od nje so pričakovali, da bo pomagala tudi pri drugih pomembnih vidikih življenja in skrbela za dobrobit ljudi nasploh. Neporočena dekleta so jo molile, naj jim da dobre može in srečen zakon. Do neke mere je zagotavljala tudi rodovitnost njiv in živali (zlasti konj).
Druga boginja, Māra, ima tudi več skupnih funkcij z Laimo. Čeprav je bilo to stališče kritizirano, se mnogi raziskovalci strinjajo, da je Māra sinonim za Sveto Marijo. Domneva se, da je Marija prevzela nekatere funkcije prejšnjih božanstev, vključno z Laimo. Vendar se je Māra uporabljala za sklicevanje na sveto Marijo, ki je bila poklicana tudi med porodom in za pomoč pri številnih boleznih bodisi z njenim sodobnim latvijskim imenom Marija bodisi s številnimi krščanskimi evfemizmi. Vsi ti so bili uporabljeni tudi kot evfemizmi za označevanje maternice v ljudski magiji. Nasprotno mnenje, ki temelji na primerjalnem jezikoslovju, ki jo povezuje s široko paleto drugih indoevropskih božanstev, je, da je bila pomembno predkrščansko htonično božanstvo, ki daje in jemlje življenje.
Drugi dve boginji s podobnimi funkcijami sta Kārta in Dēkla. Dēkla se v folklori večinoma omenja iz enega samega katoliškega območja Kurlandija, zgodovinsko okrožja Pilten. Kārta je v folklori še redkeje omenjena, saj naj bi izvrševala odločitve, ki jih sprejemata Laima in Dēkla, kot nakazuje njeno ime. Vedno je ob Laimi in je verjetno zgodovinsko nedavni pojav, ki je bolj povezan s fonestetiko ljudskih pesmi kot z religijo.

### Bogovi plodnosti
Zagotavljanje plodnosti je bila pomembna funkcija, ki je bila dodeljena številnim duhovom in božanstvom. Zagotavljanje dobre letine je bila primarna naloga Jumisa. Veljalo je, da živi na njivi, zato bi zadnji pridelek pustili na njivi, da bi živel Jumis. To prepričanje je bilo osnova obreda, ki je vključeval ulov Jumisa, ki so ga izvajali na Miķeļi, ki je bil običajno zadnji dan žetve. Zdi se, da je to vključevalo petje pesmi, ko so poželi zadnje žito, in prosili Jumisa, naj steče kamor koli je bil shranjen pridelek. Zadnji del pridelka bi poiskali za Jumisa in nato zavezali v vozel. Druga sorodna praksa je bila izdelava vencev iz žit, ki bi jih obdržali do naslednjega leta, ko bodo iz njih najprej posejali semena. Običajno so v te vence poskušali postaviti stebla Jumisa. V tem smislu Jumis simbolizirajo stebla z dvema ušesoma. Vsako sadje ali cvet, ki kaže tako nenormalno podvajanje, se je imenoval Jumis. Veljalo je, da bi uživanje Jumisa povzročilo, da bi ženske ali samice rodile dvojčke.
Zagotavljanje dobrega počutja živine pa je bila naloga drugih bogov. Ūsiņš je bil povezan s praznovanjem Ūsiņija in se tako nekoliko zlil s svetim Jurijem. Častili so ga predvsem kot varuha konj. Prav tako se domneva, da bi bil lahko bog čebel in bog svetlobe. Zdi se, da je bil glavni zaščitnik krav Māra. Znana je tudi kot Lopu Marija (Marija živine), Lopu māte (Mati živine) in Piena māte (Mati mleka). Njena naloga je bila zagotoviti, da krave dajejo mleko. Zato jo pogosto omenjajo tudi v povezavi z vodo, rekami in morjem, saj je voda simbolizirala mleko, glina pa maslo. Zgodovinski viri tudi omenjajo, da so latvijski pogani častili kače (verjetno travnate kače) in krastače kot "mlečno mater" in jih hranili z mlekom.

### Druge prakse
Morda so obstajali številni drugi duhovi in božanstva, ki so jih častili Latvijci. Obstaja na primer širok nabor božanstev, imenovanih Mahte (mati) – njihovo število se po različnih ocenah giblje od 50 do 115. Razlogi za tako nejasnost so, da je včasih pristnost določenih mater vprašljiva, obstajajo razlike med regijami v tem, katera božanstva častijo, in tudi mnogi od teh so sinonimni nazivi enega samega božanstva. Mati in drugi izrazi sorodstva se lahko uporabljajo zgolj za označevanje starosti in tudi za izkazovanje spoštovanja (če se nanašajo na starejše ljudi). Medtem ko se večina ženskih duhov imenuje mame, bi moškim duhovom rekli oče (tēvs) ali gospodar (kungs) ali bog (dievs, dieviņš) ali duh (gars, gariņš). Zgodovinski viri poročajo, da je obstajalo prepričanje, da duhovi živijo v tleh. Obstajajo tudi Mājas gari (hišni duhovi) ali Mājas kungs (gospodar hiše), ki so živeli in so jih častili po domovih. Včasih so bile to svete živali. Pogosto so jih hranili s prvim koščkom vsake hrane.
Duhove in božanstva so častili tudi na določenih mestih, ki jih je bilo mogoče obiskati le v določenih letnih časih. Veljalo je, da bi njihovo obiskovanje ob drugih časih ali kakršno koli oskrunjevanje, čeprav nevede, takšnega mesta na kakršen koli način prineslo veliko nesrečo krivcu - slepota ali smrt sta pogosta primera. Obstajale so tudi živali, nekatere znane kot dieva sunīši (božji psi), ki bi njih ubijanje prineslo nesrečo, med njimi so žrebci, volk, žabe, pikapolonice itd. Včasih pa je veljalo, da ubijanje ne bo prineslo nesreče, če pa bi žival pobegnila, bi se strašno maščevala. To se večinoma nanaša na kače. Tudi volkov, kač ni bilo treba omenjati poimensko. Obstajajo podobna prepričanja, da ne omenjamo hudiča ali kuge. Razlog za ta tabu je prepričanje, da bi človeku škodljivo bitje dobilo ime. Podobno bi žvižganje na določenih mestih povabilo hudiča, medtem ko bi petje povabilo boga. Zato so namesto tega uporabili veliko različnih evfemizmov, vključno s primerjavami, človeškimi imeni in drugimi antropomorfnimi izrazi – npr. kače so primerjali z vrvmi ali jih imenovali neveste, medtem ko so volka imenovali Juris ali Ansis ali pa so ga imenovali človek (tudi brat ali prijatelj) gozda. 

## Boginje
- Saule – boginja sonca
- Saules meitas – hčere sonca
- Laima – boginja usode
- Mātes – Duhovi materinske narave – Zemes māte (mati zemlja), Vēja māte (mati vetra), Meža māte (gozdna mati), Jūras māte (morska mati), Veļu māte (mati duhov prednikov), Lopu māte (mati domače živali) itd.

Ne med predkrščanskimi božanstvi, ampak krščanski svetniki, preoblikovani v folklori, vključujejo:
- Māra (Sv. Marija, Mati božja)
- Dēkla (Thekla)

## Bogovi
- Dievs – bog neba
- Dieva dēli – Božji sinovi
- Pērkons – Bog groma
- Mēness – bog lune
- Jumis – bog plodnosti
- Ceroklis – bog polja

### Primarni viri
- Jonval, Michel (1929). Les chansons mythologiques lettonnes. Librarie Picart. OCLC 7012710.
- Calin, Didier. "Indo-European Poetics and the Latvian Folk Songs" - https://www.academia.edu/48970984/Indo_European_Poetics_and_the_Latvian_Folk_Songs